# Сотейник

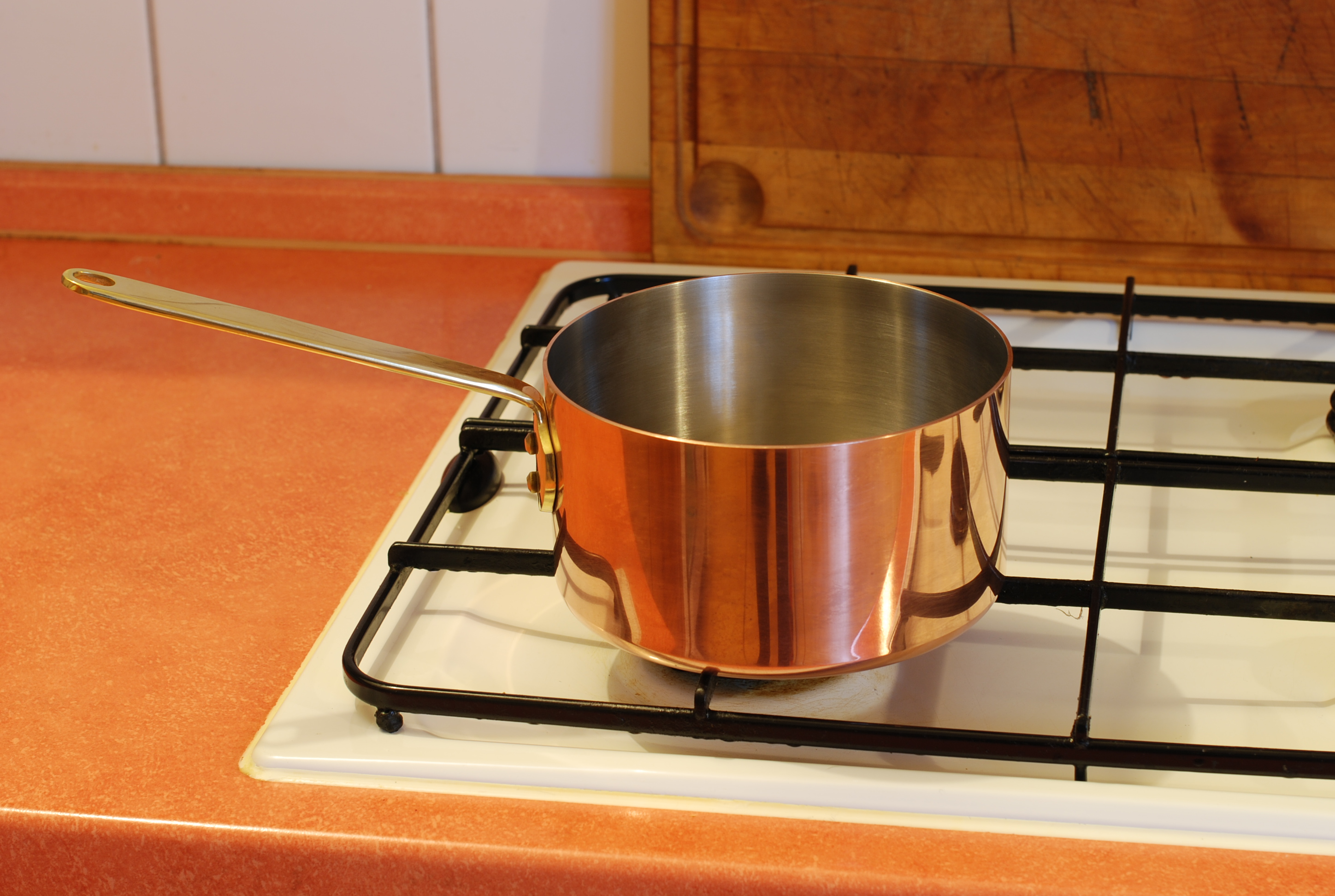
Сотейник на плите

Сотейник (от названия блюда и метода приготовления соте, фр. sauter — «прыгать, скакать») — сковорода с высоким бортом и, как правило, одной длинной ручкой, применяющаяся для приготовления вторых блюд: тушения мяса, пассерования овощей и т. д. Бывают высокими и мелкими, коническими и цилиндрическими, ёмкостью от 0,5 до 15 л.
Сотейники используются для приготовления соусов и кремов (маленькие), для тушения, подсушивания или томления уже готовых блюд перед их непосредственной подачей на стол и для отваривания тестяных изделий (самые большие сотейники), где бывает нужным встряхивание готовящихся блюд.